# Coppa del Mondo giovani di slittino 2012
La Coppa del Mondo giovani di slittino 2011/2012 fu la quindicesima edizione del circuito mondiale dello slittino relativo alla categoria giovani, manifestazione organizzata annualmente dalla FIL; iniziò il 19 novembre 2011 a Park City negli Stati Uniti d'America e si concluse il 3 febbraio 2012 ad Oberhof in Germania e si svolse in contemporanea alla medesima competizione riservata agli juniores. Si disputarono diciotto gare: sei prove nel singolo donne, sei nel singolo uomini e sei nel doppio in cinque differenti località; per stilare la graduatoria finale venne scartato il peggior risultato di coloro che disputarono tutte le tappe.
Nel corso della stagione si svolsero anche i I Giochi olimpici giovanili invernali di Innsbruck, in Austria, competizione non valida ai fini della Coppa del Mondo.
Le coppe di cristallo, trofeo conferito ai vincitori del circuito, furono assegnate alla lettone Ulla Zirne per quanto concerne il singolo donne, al canadese John Fennell nel singolo uomini ed alla coppia kazaka formata da Stanislav Mal'cev e Oleg Faschutdinov nel doppio.

## Calendario
| Tappa  | Località   | Pista                           | Data                | Singolo                   | Singolo                   | Doppio                    |
| Tappa  | Località   | Pista                           | Data                | Donne                     | Uomini                    | Doppio                    |
| ------ | ---------- | ------------------------------- | ------------------- | ------------------------- | ------------------------- | ------------------------- |
| 1      | Park City  | Utah Olympic Park               | 19 novembre 2011    | ●                         | ●                         | ●                         |
| 2      | Park City  | Utah Olympic Park               | 22 novembre 2011    | ●                         | ●                         | ●                         |
| 3      | Calgary    | Pista del Canada Olympic Park   | 1º–2 dicembre 2011  | ●                         | ●                         | ●                         |
| 4      | Innsbruck  | Olympia Eiskanal Innsbruck-Igls | 10–11 dicembre 2011 | ●                         | ●                         | ●                         |
| -      | Innsbruck  | Olympia Eiskanal Innsbruck-Igls | 15–17 gennaio 2012  | Giochi olimpici giovanili | Giochi olimpici giovanili | Giochi olimpici giovanili |
| 5      | Winterberg | Eisarena Winterberg             | 27–28 gennaio 2012  | ●                         | ●                         | ●                         |
| 6      | Oberhof    | Pista di Oberhof                | 3 febbraio 2012     | ●                         | ●                         | ●                         |
| Totale | Totale     | Totale                          | Totale              | 6                         | 6                         | 6                         |

## Risultati

### Singolo donne
| Data             | Località   | Nazione     | Prima classificata               | Seconda classificata         | Terza classificata               | RU    |
| ---------------- | ---------- | ----------- | -------------------------------- | ---------------------------- | -------------------------------- | ----- |
| 19 novembre 2011 | Park City  | Stati Uniti | Theresa Buckley Stati Uniti      | Viktorija Demčenko Russia    | Ulla Zirne Lettonia              | [ 4 ] |
| 22 novembre 2011 | Park City  | Stati Uniti | Theresa Buckley Stati Uniti      | Ulla Zirne Lettonia          | Viktorija Demčenko Russia        | [ 5 ] |
| 1º dicembre 2011 | Calgary    | Canada      | Sandra Robatscher Italia         | Andrea Vötter Italia         | Viktorija Demčenko Russia        | [ 6 ] |
| 10 dicembre 2011 | Innsbruck  | Austria     | Caroline von Schleinitz Germania | Nina Prock Austria           | Jenna Spencer Canada             | [ 7 ] |
| 28 gennaio 2012  | Winterberg | Germania    | Angelique Fleischer Germania     | Saskia Langer Germania       | Caroline von Schleinitz Germania | [ 8 ] |
| 3 febbraio 2012  | Oberhof    | Germania    | Saskia Langer Germania           | Angelique Fleischer Germania | Caroline von Schleinitz Germania | [ 9 ] |

### Singolo uomini
| Data             | Località   | Nazione     | Primo classificato            | Secondo classificato    | Terzo classificato            | RU     |
| ---------------- | ---------- | ----------- | ----------------------------- | ----------------------- | ----------------------------- | ------ |
| 19 novembre 2011 | Park City  | Stati Uniti | John Fennell Canada           | Mitchel Malyk Canada    | Roman Repilov Russia          | [ 10 ] |
| 22 novembre 2011 | Park City  | Stati Uniti | Mitchel Malyk Canada          | John Fennell Canada     | Tucker West Stati Uniti       | [ 11 ] |
| 2 dicembre 2011  | Calgary    | Canada      | John Fennell Canada           | Michael Mayer Austria   | Tucker West Stati Uniti       | [ 12 ] |
| 11 dicembre 2011 | Innsbruck  | Austria     | Sebastian Bley Germania       | Tucker West Stati Uniti | Marcel Engljähringer Germania | [ 13 ] |
| 28 gennaio 2012  | Winterberg | Germania    | Marcel Engljähringer Germania | Mitchel Malyk Canada    | John Fennell Canada           | [ 14 ] |
| 3 febbraio 2012  | Oberhof    | Germania    | Marcel Engljähringer Germania | Sebastian Bley Germania | Maximilian Jung Germania      | [ 15 ] |

### Doppio
| Data             | Località   | Nazione     | Primi classificati                         | Secondi classificati                           | Terzi classificati                             | RU     |
| ---------------- | ---------- | ----------- | ------------------------------------------ | ---------------------------------------------- | ---------------------------------------------- | ------ |
| 19 novembre 2011 | Park City  | Stati Uniti | Anton Dukač Pavlo Ternovyj Ucraina         | Stanislav Mal'cev Oleg Faschutdinov Kazakistan | Michael Mayer Daniel Fluckinger Austria        | [ 16 ] |
| 22 novembre 2011 | Park City  | Stati Uniti | Anton Dukač Pavlo Ternovyj Ucraina         | Stanislav Mal'cev Oleg Faschutdinov Kazakistan | Michael Mayer Daniel Fluckinger Austria        | [ 17 ] |
| 2 dicembre 2011  | Calgary    | Canada      | gara non disputata.                        | gara non disputata.                            | gara non disputata.                            |        |
| 10 dicembre 2011 | Innsbruck  | Austria     | Philip Srokos Felix Lasch Germania         | Stanislav Mal'cev Oleg Faschutdinov Kazakistan | Anton Dukač Pavlo Ternovyj Ucraina             | [ 18 ] |
| 27 gennaio 2012  | Winterberg | Germania    | Philip Srokos Felix Lasch Germania         | Stanislav Mal'cev Oleg Faschutdinov Kazakistan | Danila Soveljev Vjačeslav Podprugin Russia     | [ 19 ] |
| 3 febbraio 2012  | Oberhof    | Germania    | Danila Soveljev Vjačeslav Podprugin Russia | Roman Repilov Evgenij Evdokimov Russia         | Stanislav Mal'cev Oleg Faschutdinov Kazakistan | [ 20 ] |

## Classifiche

### Singolo donne
| Pos. | Nome                    | Nazione     | Risultati ottenuti | Risultati ottenuti | Risultati ottenuti | Risultati ottenuti | Risultati ottenuti | Risultati ottenuti | Punti totali |
| Pos. | Nome                    | Nazione     | PAC-1              | PAC-2              | CAL                | INN                | WIN                | OBE                | Punti totali |
| ---- | ----------------------- | ----------- | ------------------ | ------------------ | ------------------ | ------------------ | ------------------ | ------------------ | ------------ |
| 1    | Ulla Zirne              | Lettonia    | 3                  | 2                  | 4                  | 5                  | –                  | 5                  | 325          |
| 2    | Theresa Buckley         | Stati Uniti | 1                  | 1                  | 13                 | 12                 | 6                  | 10                 | 318          |
| 3    | Viktorija Demčenko      | Russia      | 2                  | 3                  | 3                  | 10                 | 8                  | 8                  | 309          |
| 4    | Jenna Spencer           | Canada      | 4                  | 5                  | 5                  | 3                  | 7                  | 11                 | 286          |
| 5    | Caroline von Schleinitz | Germania    | –                  | –                  | –                  | 1                  | 3                  | 3                  | 240          |
| 6    | Saskia Langer           | Germania    | –                  | –                  | –                  | 6                  | 2                  | 1                  | 235          |
| 7    | Katrin Heinzelmaier     | Austria     | –                  | 4                  | 7                  | 14                 | 4                  | 9                  | 233          |
| 8    | Andrea Vötter           | Italia      | –                  | –                  | 2                  | 4                  | 5                  | 21                 | 220          |
| 9    | Angelique Fleischer     | Germania    | –                  | –                  | –                  | 17                 | 1                  | 2                  | 209          |
| 10   | Emily Pacheco           | Canada      | 6                  | 8                  | 10                 | 13                 | 11                 | 15                 | 192          |

### Singolo uomini
| Pos. | Nome                 | Nazione     | Risultati ottenuti | Risultati ottenuti | Risultati ottenuti | Risultati ottenuti | Risultati ottenuti | Risultati ottenuti | Punti totali |
| Pos. | Nome                 | Nazione     | PAC-1              | PAC-2              | CAL                | INN                | WIN                | OBE                | Punti totali |
| ---- | -------------------- | ----------- | ------------------ | ------------------ | ------------------ | ------------------ | ------------------ | ------------------ | ------------ |
| 1    | John Fennell         | Canada      | 1                  | 2                  | 1                  | 12                 | 3                  | 7                  | 401          |
| 2    | Mitchel Malyk        | Canada      | 2                  | 1                  | 4                  | 6                  | 2                  | 8                  | 380          |
| 3    | Anton Dukač          | Ucraina     | 4                  | 4                  | 7                  | 7                  | 4                  | 5                  | 281          |
| 4    | Marcel Engljähringer | Germania    | –                  | –                  | –                  | 3                  | 1                  | 1                  | 270          |
| 5    | Roman Repilov        | Russia      | 3                  | 5                  | 5                  | 24                 | 10                 | 6                  | 266          |
| 6    | Sebastian Bley       | Germania    | –                  | –                  | –                  | 1                  | 7                  | 2                  | 231          |
| 7    | Michael Mayer        | Austria     | 6                  | 6                  | 2                  | 8                  | –                  | –                  | 227          |
| 8    | Tucker West          | Stati Uniti | DNF                | 3                  | 3                  | 2                  | –                  | –                  | 225          |
| 9    | Riley Stohr          | Stati Uniti | 8                  | 8                  | 10                 | 14                 | 8                  | 11                 | 196          |
| 10   | Florian Küchler      | Germania    | –                  | –                  | –                  | 5                  | 5                  | 4                  | 170          |

### Doppio
| Pos. | Nome                                | Nazione    | Risultati ottenuti | Risultati ottenuti | Risultati ottenuti | Risultati ottenuti | Risultati ottenuti | Risultati ottenuti | Punti totali |
| Pos. | Nome                                | Nazione    | PAC-1              | PAC-2              | CAL                | INN                | WIN                | OBE                | Punti totali |
| ---- | ----------------------------------- | ---------- | ------------------ | ------------------ | ------------------ | ------------------ | ------------------ | ------------------ | ------------ |
| 1    | Stanislav Mal'cev Oleg Faschutdinov | Kazakistan | 2                  | 2                  | –                  | 2                  | 2                  | 3                  | 410          |
| 2    | Anton Dukač Pavlo Ternovyj          | Ucraina    | 1                  | 1                  | –                  | 3                  | 6                  | 5                  | 375          |
| 3    | Philip Srokos Felix Lasch           | Germania   | –                  | –                  | –                  | 1                  | 1                  | 4                  | 260          |
| 4    | Danila Soveljev Vjačeslav Podprugin | Russia     | –                  | –                  | –                  | 5                  | 3                  | 1                  | 225          |
| 5    | Roman Repilov Evgenij Evdokimov     | Russia     | –                  | –                  | –                  | –                  | 4                  | 2                  | 145          |
| 6    | Michael Mayer Daniel Fluckinger     | Austria    | 3                  | 3                  | –                  | –                  | –                  | –                  | 140          |
| 7    | Yumit Maksut Jordan Dimitrov        | Bulgaria   | –                  | –                  | –                  | –                  | 5                  | 7                  | 101          |
| 8    | Tomáš Mizera Kristian Nitsche       | Rep. Ceca  | –                  | –                  | –                  | 4                  | –                  | –                  | 60           |
| 9    | Kamil Gumulak Patryk Ziarno         | Polonia    | –                  | –                  | –                  | –                  | –                  | 6                  | 50           |
| 10   | Martin Hlavatý Michael Lejsek       | Rep. Ceca  | –                  | –                  | –                  | –                  | DNF                | 8                  | 42           |